# Giuse Maria Vũ Duy Nhất
Giuse Maria Vũ Duy Nhất (1911 –1999) là một Giám mục của Giáo hội Công giáo tại Việt Nam. Ông nguyên là Giám mục chính tòa của Giáo phận Bùi Chu. Khẩu hiệu Giám mục của ông là "Lạy Cha, xin vâng ý Cha".

## Tu tập và linh mục
Vũ Duy Nhất sinh ngày 15 tháng 11 năm 1911 tại giáo xứ Sa Châu, nay thuộc xã Giao Châu, huyện Giao Thủy, tỉnh Nam Định, thuộc giáo phận Bùi Chu. Thuở nhỏ, ông theo học ở Tiểu chủng viện, lên Đại chủng viện đến năm thứ nhất ra làm thầy giảng và đi giúp xứ. Năm 1957, ông được gọi về Tòa giám mục và phục vụ chủng viện Mẫu Tâm, rồi học tiếp thần học.
Sau quá trình tu học, ông được thụ phong linh mục vào ngày 27 tháng 11 năm 1960 tại nhà thờ chính tòa Bùi Chu. Trong khoảng thời gian từ năm 1972 đến năm 1976, ông đảm nhận vai trò linh mục chính xứ Giáo xứ Đồng Nghĩa. Từ năm 1976, ông đảm trách vai trò linh mục Chính giáo phận.

## Giám mục
Này 4 tháng 7 năm 1979, Tòa Thánh thông báo sắc chỉ của Giáo hoàng Gioan Phaolô II bổ nhiệm Linh mục Giuse Vũ Duy Nhất làm Giám mục phó Bùi Chu với quyền kế vị. Ngày 8 tháng 8 năm 1979, lễ tấn phong Giám mục của Tân chức được tổ chức tại nhà thờ chính tòa Bùi Chu, do Hồng y Giuse Trịnh Văn Căn chủ phong, Tổng giám mục Phaolô Nguyễn Văn Bình và Giám mục Đa Minh Lê Hữu Cung phụ phong.
Ngày 12 tháng 3 năm 1987, kế vị chức Giám mục chính tòa Bùi Chu, khi đã 76 tuổi. Ông 2 lần tham gia đoàn các giám mục Việt Nam sang Roma yết kiến Giáo hoàng Gioan Phaolô II vào các năm 1990 và 1996.
Trong thời gian quản lý giáo phận, giám mục Vũ Duy Nhất canh tân cơ cấu tổ chức của giáo phận Bùi Chu, cho khai mởi các hoạt động tìm hiểu giáo lý Công giáo, hỗ trợ và tái thiết các hội đoàn Công giáo tại giáo phận. Ngoài ra, ông cũng chú trọng đến việc đào tạo các linh mục. Chính vì thế, từ năm 1989, Vũ Duy Nhất gửi các chủng sinh giáo phận đến học tại Đại chủng viện Thánh Giuse Hà Nội. Ngoài gửi các chủng sinh học tại Hà Nội, nhờ sự hỗ trợ của Đức ông Gioan Trần Văn Hiến Minh, giám mục Vũ Duy Nhất gửi các chủng sinh vào học tại đại chủng viện Đức Ái tại Thành phố Hồ Chí Minh, vốn là chủng viện ngoại trú liên giáo phận. Việc làm này được Tòa Thánh đồng thuận.
Suốt gần ba thập niên từ lễ truyền chức linh mục lần cuối cùng vào ngày năm 1963, giáo dân Bùi Chu mới tham dự lễ truyền chức linh mục cho 6 ứng viên Giám mục Giuse Vũ Duy Nhất cử hành vào ngày 3 tháng 10 năm 1997. Năm 1999, giám mục Giuse Vũ Duy Nhất đã truyền chức cho 20 linh mục cách bí mật.
Giám mục Vũ Duy Nhất được nhận định là một người khiêm nhường. Bộ Loan Báo Tin Mừng của Tòa Thánh dành lời khen đến ông, nhận định ông là người khôn ngoan, trung thành với Mẹ Giáo Hội, qua chính những sứ vụ mà ngài đã lãnh nhận và thi hành.
Giám mục Vũ Duy Nhất qua đời ngày 11 tháng 12 năm 1999 tại Bùi chu. Lễ an táng ông diễn ra ba ngày sau đó, ngày 14 tháng 12, do Hồng y - Tổng giám mục Tổng giáo phận Hà Nội Phaolô Giuse Phạm Đình Tụng – Chủ tịch Hội đồng Giám mục Việt Nam, chủ sự. Cùng đồng tế có 120 linh Mục và 8 giám mục. Tham dự tang lễ còn có  các phái đoàn là các tu sĩ và giáo dân có 160 người từ miền Trung và 80 người từ miền Nam, trong đó có phái đoàn dòng Đa Minh do linh mục Giám Tỉnh Nguyễn Cao Luật dẫn đầu.

## Tông truyền
Giám mục Giuse Maria Vũ Duy Nhất được tấn phong giám mục năm 1979, thời Giáo hoàng Gioan Phaolô II, bởi:
- Chủ phong: Hồng y, Tổng giám mục đô thành Tổng giáo phận Hà Nội Giuse Maria Trịnh Văn Căn.
- Hai vị phụ phong: Tổng giám mục đô thành Tổng giáo phận Thành phố Hồ Chí Minh Phaolô Nguyễn Văn Bình và Giám mục chính tòa Bùi Chu Đa Minh Lê Hữu Cung.